# Fundación Armando Álvares Penteado
La Fundación Armando Alvares Penteado (FAAP) es una institución privada de enseñanza superior de carácter filantrópico de Brasil. Es también una de las universidades más prestigiosas del país. Tiene sedes en tres ciudades: São Paulo, Brasilia, Ribeirão Preto y São José dos Campos. 
Fue fundada en 1947 e invierte en cultura a través del Museo de Arte Brasileño, el Teatro FAAP, el colegio FAAP, la biblioteca (creada en 1959) y sus facultades. Cuenta en la actualidad con ocho mil alumnos de nivel de pregrado en siete facultades, además de 4,500 alumnos de nivel de posgrado y MBA.

## Colegios e Institutos
Facultad de Bellas Artes
Cursos: Educación Artística, Arquitectura, Diseño, Moda, Producción Cultural
Facultad de Administración
Cursos: Administración de Empresas
Facultad de Comunicación y Marketing
Cursos: Publicidad, Relaciones Públicas, Radio y Televisión, Cine
Facultad de Computación e Informática
Cursos: Ciencias de la Computación, Sistema de Información
Facultad de Ciencias Económicas
Cursos: Economía, Relaciones Internacionales
Facultad de Ingeniería
Cursos: Ingeniería Civil, Ingeniería Eléctrica, Ingeniería Mecánica, Ingeniería Química, Ingeniería de Producción
Facultad de Derecho
Cursos: Derecho